# Buckau (Magdeburg)
Buckau [ˈbuːkaɔ̯] ist ein Stadtteil der sachsen-anhaltischen Landeshauptstadt Magdeburg. Auf einer Fläche von 2,1803 km² leben 6264 Einwohner (Stand: 31. Dezember 2021).

## Geografie
Buckau liegt unmittelbar an der Elbe gegenüber dem südlichen Teil des Landschaftsparks Rotehorn. Im Norden schließt sich an der Erich-Weinert-Straße und der Schönebecker Straße Richtung Harnackstraße bzw. der Steubenallee der Stadtteil Altstadt an, während im Süden die Grenze zu Fermersleben der Schanzenweg und dessen Verlängerung zum Elbufer bildet.
Westlich grenzt Buckau an der S-Bahn-Haltestelle SKET-Industriepark bzw. der Straßen Schanzenweg und Schilfbreite an die Stadtteile Leipziger Straße und Hopfengarten. Buckau ist zugleich Ausgangspunkt der so genannten Perlenkette der Stadtteile, zu der nach Süden hin Fermersleben, Salbke und Westerhüsen gezählt werden. Der Stadtteil ist abgesehen vom nördlichen und südlichen Bereich sehr dicht besiedelt und kann noch mehrere erhaltene Straßenzüge im Gründerzeitstil aufweisen. Buckau besitzt einen eigenen Bahnhof und ist durch den öffentlichen Nahverkehr gut erschlossen. Von Buckau aus gibt es eine Fährverbindung zum Rotehornpark.

## Geschichte
Die alte Ortsbezeichnung Buchuvi geht auf den slawischen Namen Bukov / Bukow zurück, welcher das slawische Wort Buk für Buche enthält, und weist auf die Besonderheit einer slawischen Siedlung hin, denn diese waren westlich der Elbe äußerst selten. Der Name Buckau wird auch heute noch trotz seiner Schreibung mit /ck/, wie bei vielen norddeutschen Namen, mit langem /u/ [ˈbuːkaɔ̯] ausgesprochen (vgl. Buckow (Märkische Schweiz) und siehe Dehnungszeichen). Als Buchuvi taucht der Ort erstmals 937 in einer Urkunde auf. Mit dieser wies König Otto I. dem Magdeburger Moritzkloster das Dorf als Eigentum zu. In der Urkunde werden noch zwölf slawische Familien erwähnt. Mit der Bildung des Erzbistums 968 ging das Eigentum an das Kloster Berge über. Ein erster Kirchenbau ist für das Jahr 1383 nachgewiesen. Der Ort fristete lange Zeit ein bedeutungsloses Dasein. Südlich des Orts befand sich bis 1493 der jüdische Friedhof Judenkever. Noch 1782 wurden nur 264 Einwohner gezählt. Zu dieser Zeit war die Leinweberei Haupterwerbsquelle.

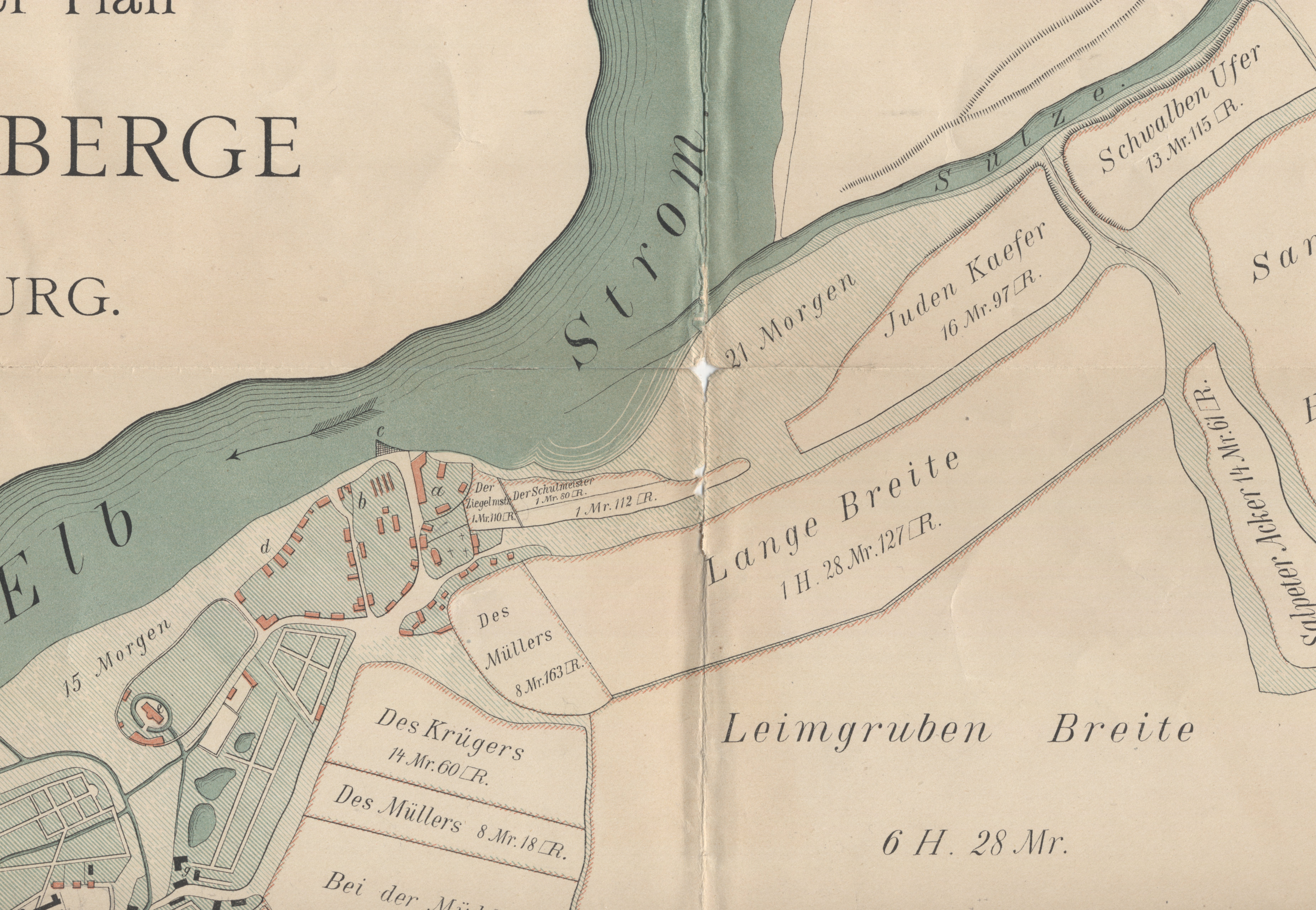
Buckau im Jahr 1775, links (mit e bezeichnet) die Bleckenburg, oben (Osten) die Elbe

Buckau wurde erstmals im Dreißigjährigen Krieg (→ Magdeburger Hochzeit) durch die Kaiserliche Armee und erneut Anfang des 19. Jahrhunderts von Truppen der Grande Armée während der Belagerung der Festung Magdeburg in der Zeit der Befreiungskriege zerstört. Nach dem Wiener Kongress gehörte Buckau ab 1816 zum Kreis Wanzleben der preußischen Provinz Sachsen.

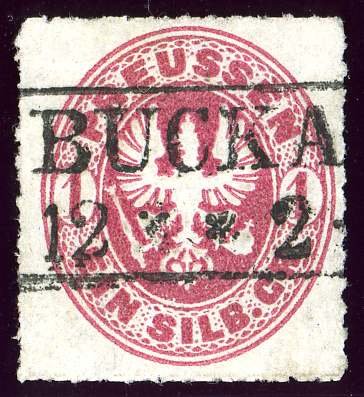
BUCKAU in Provinz Sachsen, Kreis Wanzleben, rund 1861

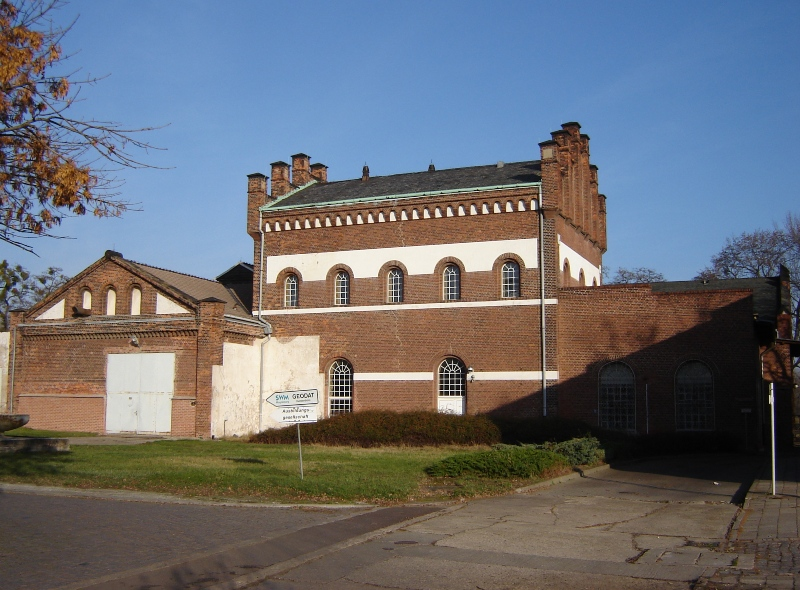
Wasserwerk (1856–1916)

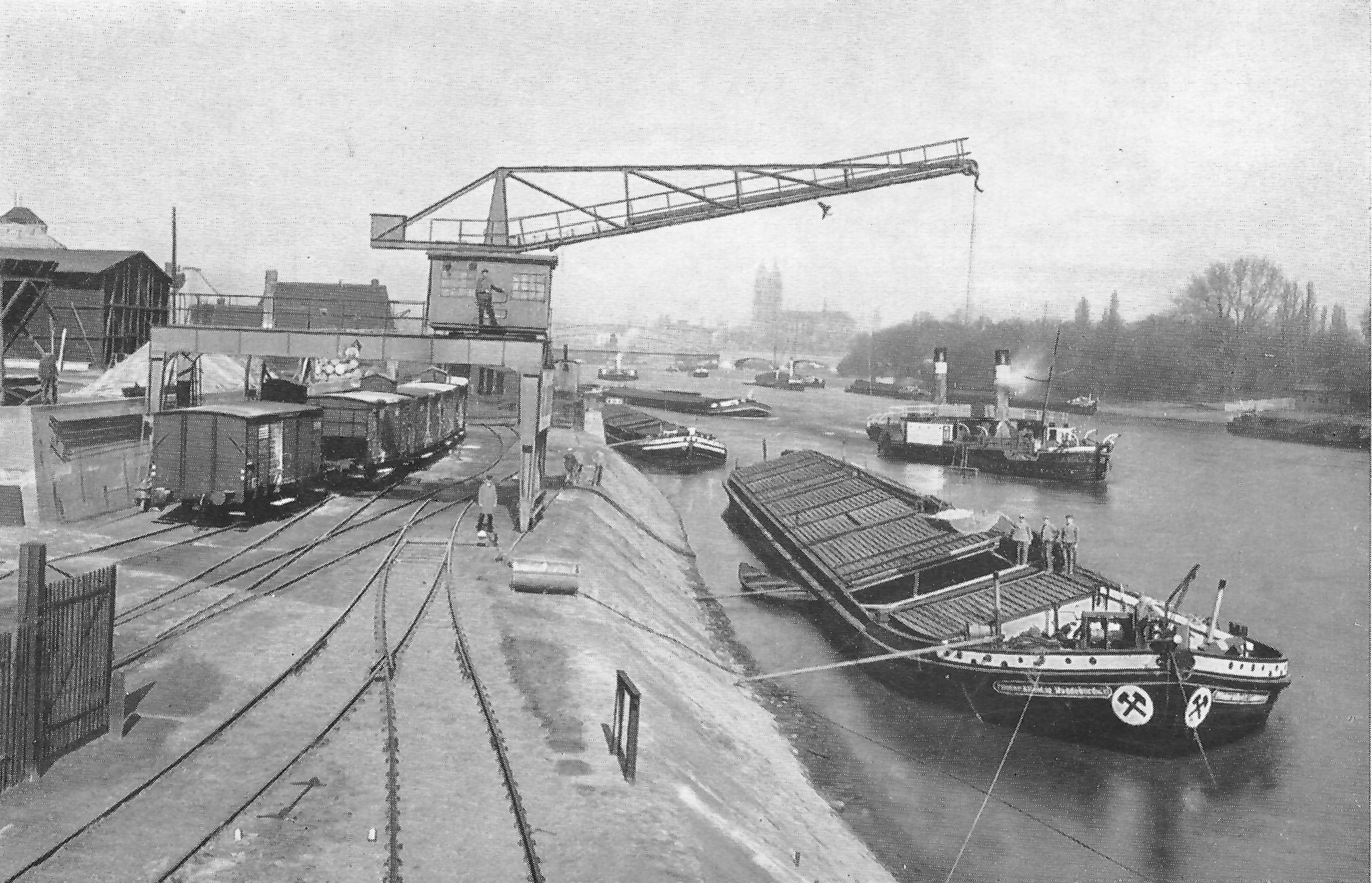
Umschlag in Buckau an der Elbe in den 1920er Jahren

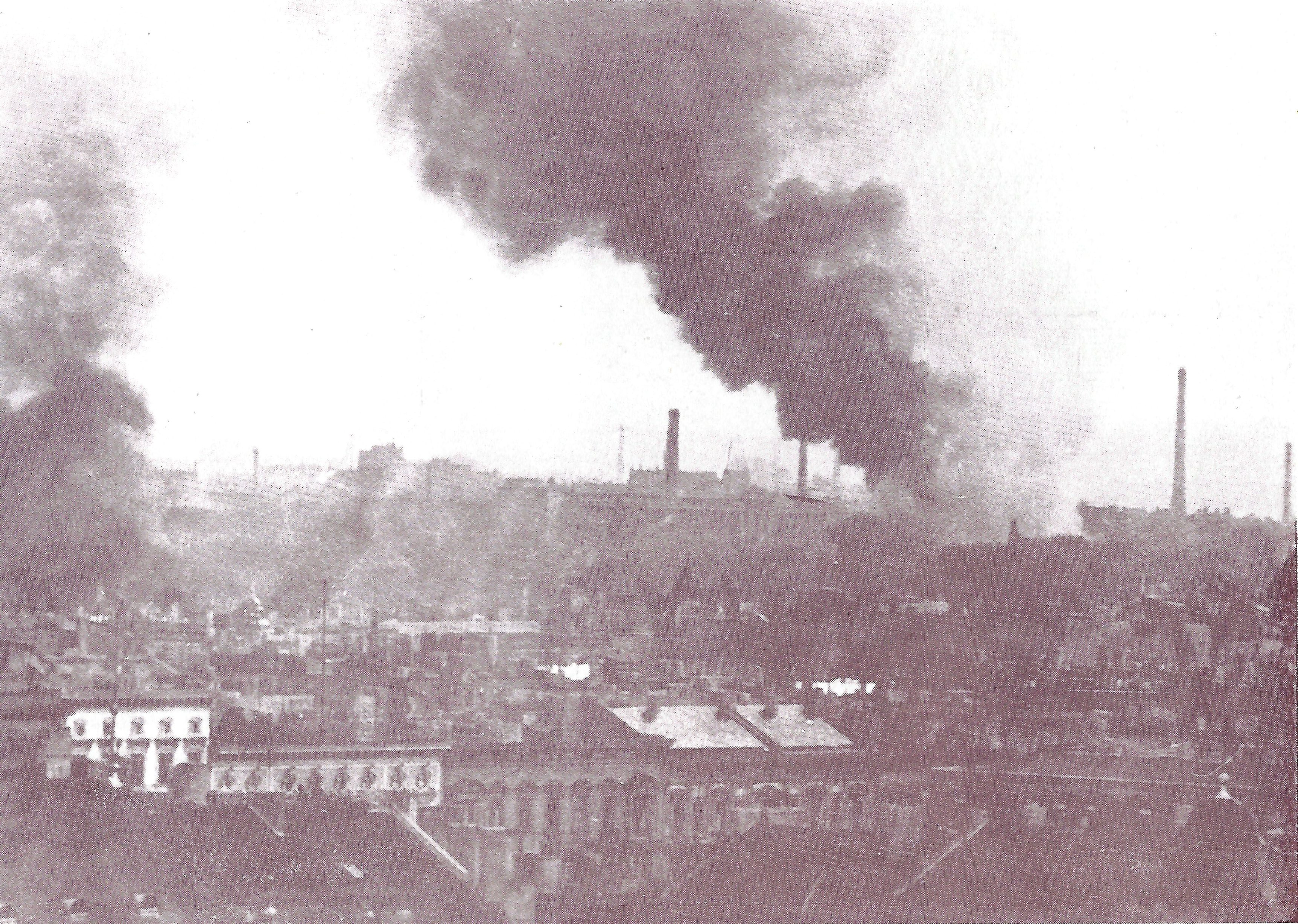
Blick über Buckau nach US-amerikanischem Luftangriff im Frühjahr 1945, Brand in den Werksanlagen von Schäffer & Budenberg

Gab es Anfang des 19. Jahrhunderts nur jeweils eine Zichorien-, Ofen-, Tonwaren- und Lederlackfabrik sowie eine Bleicherei und Färberei, erfuhr Buckau ab den 1830er Jahren eine rapide Industrialisierung, vorrangig im Bereich Maschinenbau. Die Hamburg-Magdeburger Dampfschiffahrts-Compagnie, die 1837 entstanden war, gründete schon 1838 die Maschinenfabrik Buckau. Als erster Streckenabschnitt der Magdeburg-Leipziger Eisenbahn, die über Buckau führte, wurde im Juni 1838 die Eisenbahnstrecke zwischen Magdeburg und Schönebeck eröffnet. Die Anfänge des Messgeräte- und Armaturenwerkes Schäffer & Budenberg fielen in das Jahr 1850. Am 1. Mai 1855 gründete Hermann Gruson die Maschinen-Fabrik und Schiffsbauwerkstatt H. Gruson Buckau-Magdeburg (ab 1886 Grusonwerk AG Buckau) und 1862 Rudolf Ernst Wolf in der Buckauer Feldstraße eine Maschinenfabrik mit Kesselschmiede (Maschinenbau R. Wolf Magdeburg-Buckau). Im selben Jahr wurde die Gasanstalt Budenberg & Co. gebaut, die eine 30-jährige Konzession erhielt. Und 1864 entstand in der Porsestraße die Maschinen- und Armaturenfabrik von C. Louis Strube. Hier war eine industrielle Kraft entstanden, die im Königreich Preußen von großer Bedeutung war und zum Eisenbahnbau und zur weiteren Industrialisierung beitrug. Bereits ab 1857 war nahe der Elbe auf dem so genannten Wolfswerder das Buckauer Wasserwerk errichtet worden, das bis 1962 der Trinkwasserversorgung Magdeburgs diente.

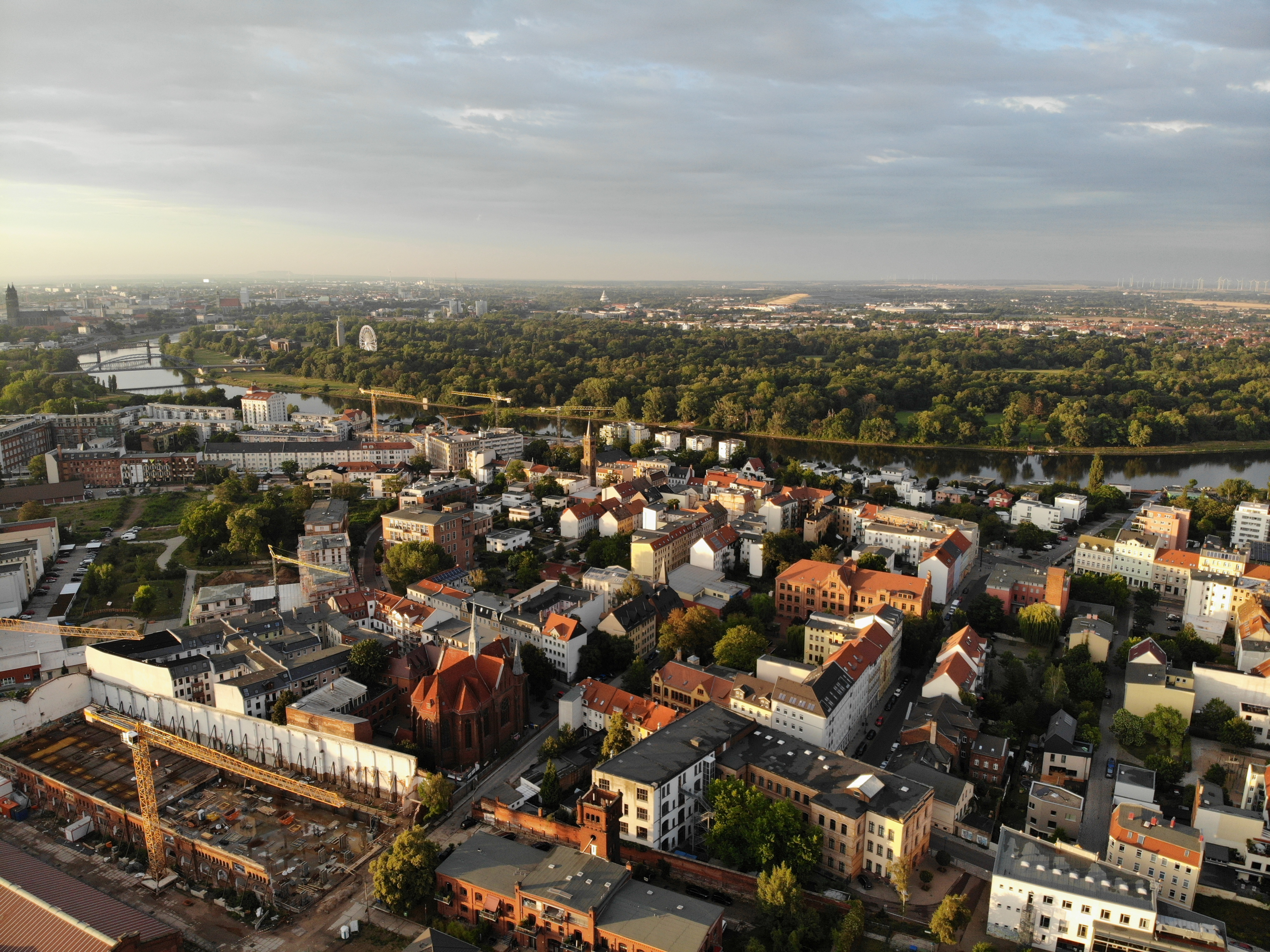
Luftbild von Buckau

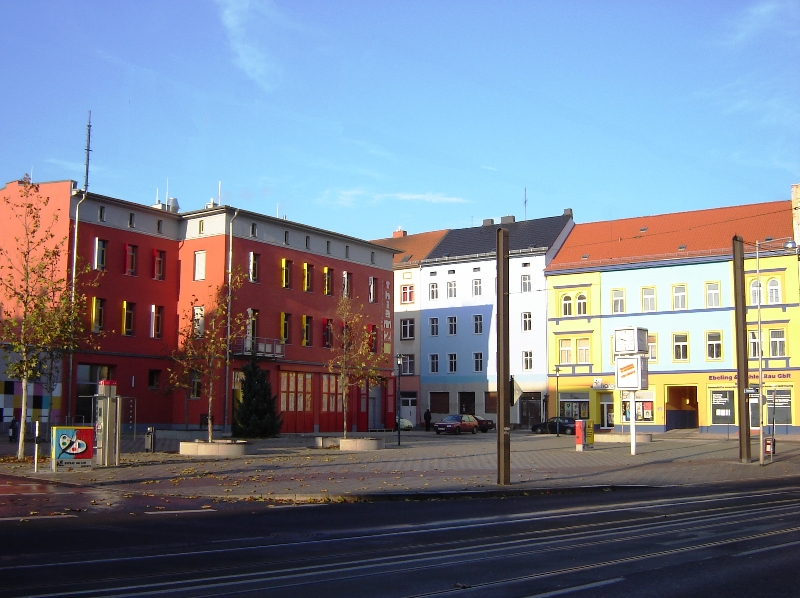
Thiemplatz

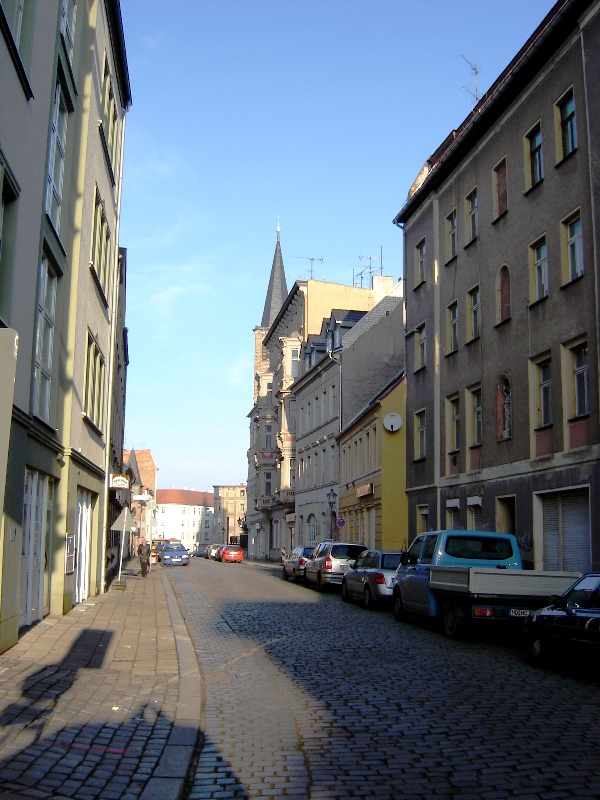
Engpass

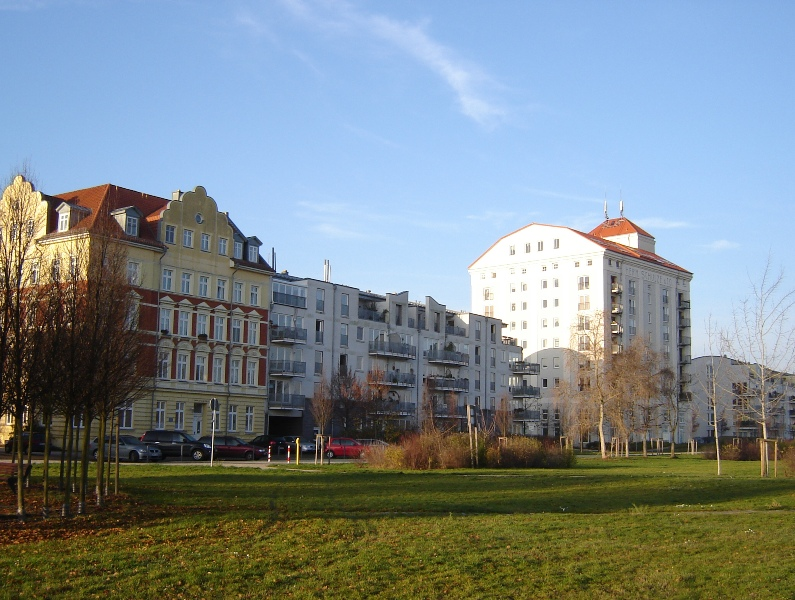
Wohnanlage an der Elbe (1998)

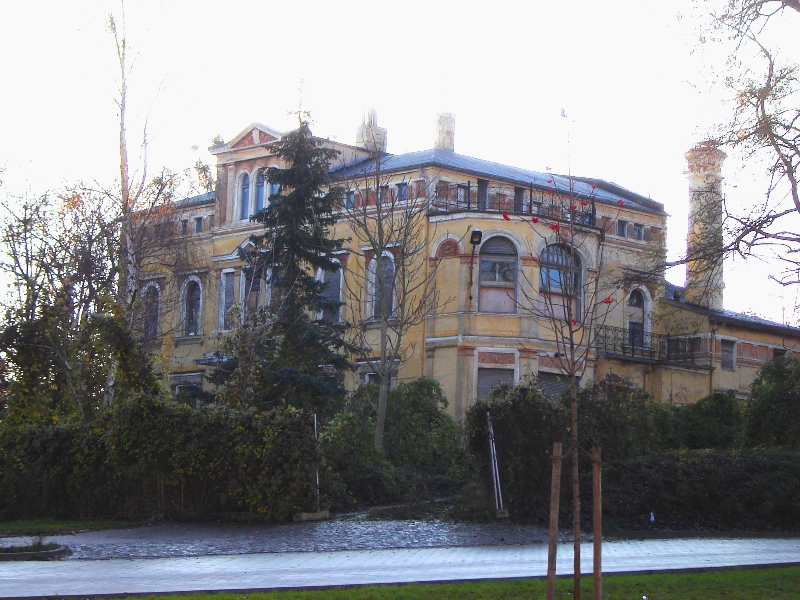
Villa Budenberg (vor dem Brand von 2011)

Buckau erhielt 1859 das Stadtrecht und seine Einwohnerzahl stieg um 65 Prozent von 9700 im Jahre 1871 auf 16.000 im Jahre 1885. Am 1. Oktober 1879 wurde Buckau Sitz des Amtsgerichts Buckau. Die Eingemeindung der Stadt Buckau nach Magdeburg erfolgte am 1. April 1887. 1912 ereignete sich mit der Explosion der Hildebrandtschen Mühle eine Katastrophe im Stadtteil.
Das Grusonwerk wurde 1893 zur Krupp-Tochterfirma. Im Zweiten Weltkrieg war die Friedrich Krupp AG Grusonwerk ein wichtiger Produzent von Kettenfahrzeugen für die Wehrmacht (Panzer IV, Sturmgeschütz) und anderen Rüstungsgütern. Nach 1945 beabsichtigte daher die Sowjetische Militäradministration in Deutschland (SMAD) zunächst, die Buckauer Großbetriebe zu demontieren. Nach heftigem Widerspruch von deutscher Seite wandelte sie die Betriebe jedoch in Sowjetische Aktiengesellschaften (SAG) um, denen jeweils ein sowjetischer Generaldirektor vorstand. Die Maschinenfabrik Buckau R. Wolf AG verlegt ihren Sitz zu ihrem Zweigwerk in Westdeutschland, der Maschinenfabrik Grevenbroich.
Im Jahr 1951 wurde im Stadtteil die Pawlow-Poliklinik eröffnet, die noch heute besteht. 1953 wurden die bisherigen SAG-Betriebe in Volkseigene Betriebe (VEB) umgewandelt und unter alleinige deutsche Leitung gestellt. In Buckau und Salbke betraf dies unter anderem:
- Maschinenfabrik Krupp-Gruson, umbenannt in VEB Schwermaschinenbau „Ernst Thälmann“
- Maschinenfabrik Buckau Wolf, umbenannt in VEB Schwermaschinenbau „Karl Liebknecht“
- Maschinenfabrik Otto Gruson (ehemals Teil der Masch.fabrik Buckau Wolf), umbenannt in VEB Schwermaschinenbau „Georgij Dimitroff“
- Schäffer und Budenberg, umbenannt in VEB Meßgerätewerk „Erich Weinert“

Die Buckauer Maschinenbaufabriken begründeten während der DDR-Zeit Magdeburgs Ruf als Stadt des Schwermaschinenbaus.
In der DDR entstanden daraus Kombinate. 1969 entstand aus dem VEB Schwermaschinenbau „Erst Thälmann“ das Schwermaschinenbau-Kombinat „Ernst Thälmann“ (SKET). 1970 wurde der südlich in Salbke gelegene VEB Schwermaschinenbau „Karl Liebknecht“ der Stammbetrieb des gleichnamigen Kombinates (SKL).
Die Struktur des Stadtteils ist trotz des allmählichen Niedergangs von Teilen der ansässigen Industrie seit der politischen Wende bis heute deutlich von den Entwicklungsstufen der Industrialisierung geprägt. Von den einstigen Großbetrieben ist in Buckau allein die SKET Maschinen- und Anlagenbau AG übriggeblieben. Allerdings waren 2006 bei der Industrie- und Handelskammer daneben 324 weitere Gewerbebetriebe angemeldet. 2005 errichtete die Deutsche Bahn in Buckau für rund 19 Millionen Euro eine neue Instandhaltungswerkstatt. Dem weitgehenden Verzicht auf Erhaltung der (Wohn-)Bausubstanz seit den 1950er Jahren, der seit der politischen Wende mit einer fortlaufenden Verringerung der Einwohnerzahl einherging, setzte die Stadt Magdeburg zu Beginn der 1990er Jahre ein Sanierungsprogramm entgegen. Mit dem Umbau eines ehemaligen Silos zu einem Wohnhaus begann 1997 die Errichtung einer ausgedehnten Wohnanlage direkt am Elbufer. Im Jahr 2009 wurde der Lange Heinrich, größter Schornstein auf dem ehemaligen SKET-Gelände und Wahrzeichen der Industrie des Stadtteils, gesprengt. Seit 1999 stieg die Einwohnerzahl um über 50 %.

## Sehenswürdigkeiten
Die im Stadtteil vorhandenen Kulturdenkmale sind im örtlichen Denkmalverzeichnis aufgeführt.
Architektonisch interessant sind neben den noch vorhandenen gründerzeitlichen Industrieanlagen, z. B. das ehemalige Grusonwerk AG Buckau oder die ehemalige Maschinenfabrik Wolf, einige Gebäude in der Formensprache der 1920er Jahre wie das Umspannwerk (J. Göderitz, 1926) oder der Bahnhof Buckau, der durchaus die industrielle Kraft dieses Stadtteils repräsentierte.

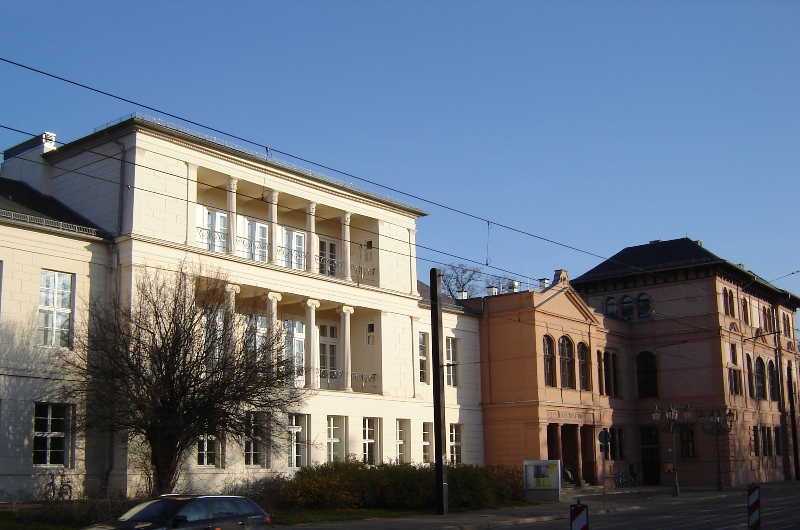
Gesellschaftshaus (1829)

Die 1896 erbauten Grusonschen Gewächshäuser liegen am nördlichen Rande Buckaus. Der angrenzende Klosterbergegarten wurde im 19. Jahrhundert 1825 von Lenné konzipiert und gilt als erster deutscher Volksgarten. Das 1828–1829 nach Plänen von Schinkel erbaute Gesellschaftshaus (mit Saal) am Klosterbergegarten ist seit 2003 Sitz des Zentrums für Telemann-Pflege und -Forschung, der Internationalen Telemann-Gesellschaft und des Arbeitskreises „Georg Philipp Telemann“. Direkt gegenüber dem Gesellschaftshaus befindet sich das Sahneröschen, ein erhaltenes Kioskgebäude aus den 1920er-Jahren. Ebenfalls unter Denkmalschutz steht die aus der zweiten Hälfte des 19. Jahrhunderts stammende Litfaßsäule Fährstraße.
Weitere Bauwerke:
- Sankt-Gertrauden-Kirche
- St. Norbert

Der Buckauer Friedhof befindet sich südlich des Stadtteils auf Fermersleber Gemarkung.
In Buckau befindet sich auch das städtische Puppentheater Magdeburgs und in der angrenzenden Villa P. eine öffentlich zugängliche Figurenspielsammlung.
Außerdem befindet sich in Buckau die Evangelische Sekundarschule Magdeburg.

## Persönlichkeiten
In Buckau geboren sind:
- Wilhelm Klees (* 12. März 1841 in Buckau), SPD-Politiker und Reichstagsabgeordneter
- Gustav Schmidt (* 12. August 1844 in Buckau), Zuckerfabrikant und Kaufmann
- Richard Bötticher (* 30. Juni 1855 in Buckau), preußischer Landrat
- Ernst Gerhard Dresel (* 3. September 1885), Hygieniker und Bakteriologe
- Hugo Krueger (* 8. Oktober 1887 in Buckau), Bergwerksdirektor und Träger des Großen Bundesverdienstkreuzes
- Erich Weinert (* 4. August 1890 in Buckau), Schriftsteller (Geburtshaus: Thiemstraße Nr. 7)
- Helene Nonné-Schmidt (* 8. November 1891 in Buckau), Textilkünstlerin am Bauhaus
- Paul Bindel (* 7. Januar 1894 in Buckau), Maler und Hochschullehrer
- Gertrud Freifrau von Schimmelmann (* 12. November 1875), geboren als Elise Gertrud Strube in der Wohnung ihrer Eltern in der Schönebecker Str. 124 in Buckau. Die Eltern waren der Fabrikant Louis Strube (Dampfmaschinen- und Dampfkesselarmaturen) und Auguste Strube geb. Hedloff. Sie war eine bekannte Heidemalerin und Malschülerin von Georg Müller vom Siel in der Künstlerkolonie Dötlingen.

Auf andere Weise mit Buckau verbunden:
- Johann Kaspar Coqui (* 4. Januar 1747), Unternehmer und Politiker mit Grundbesitz in Buckau, Johann-Kaspar-Coquische Stiftung der Gemeinde Buckau
- Heinrich Rathmann (* 10. Januar 1750), Lehrer und Prediger am Kloster Berge
- Bruno Thiem (* 18. November 1823), Bürgermeister der Stadt Buckau
- Christian Friedrich Budenberg (* 21. Dezember 1815, † 11. September 1883 in Buckau), Mitbegründer der Firma Schaeffer und Budenberg
- Hermann Gruson (* 13. März 1821), Unternehmer, Wissenschaftler, Erfinder, Gründer einer Maschinenfabrik in Buckau
- Karl Gaertner (* 27. September 1823), Ingenieur, nationalliberaler Politiker errichtete 1855 ein Eisenwalzwerk in Buckau
- Ernst Wille (* 20. April 1894), SPD-Politiker, Antifaschist, betrieb in Buckau eine Gaststätte
- Emanuel Larisch (* 1. Januar 1906), KPD-Politiker, Leiter der illegalen KPD-Stadtteilleitung in Buckau während des Nationalsozialismus
- Gerhard Steinig (* 3. Januar 1913), Widerstandskämpfer im Dritten Reich, verbrachte Kindheit und Jugend in Buckau
- Karl Ludwig Ferdinand Friedrich (1898–1989), Maler, Graphiker, Kunstgewerbelehrer